# Бериево
Берѝево е село в Северна България, община Севлиево, област Габрово.

## География
Село Бериево се намира на около 18 km запад-югозападно от град Севлиево и 24 km югоизточно от град Ловеч. Разположено е в Предбалкана, в долината на река Видима, между реката от север и стръмния краен северен склон на Черновръшкия рид – от юг. Климатът е умереноконтинентален, почвите са алувиални и светлосиви горски. Надморската височина в центъра на селото при сградата на кметството е около 302 m.
През Бериево минава третокласният републикански път III-404, водещ на запад до село Дебнево, а на изток през селата Градница и Сенник и град Севлиево до връзка с първокласния републикански път I-4, съвпадащ с Европейски път Е772.
Населението на село Бериево, наброявало 1458 души при преброяването към 1934 г. и 1537 към 1956 г., намалява до 686 към 1985 г. и 221 души (по текущата демографска статистика за населението) към 2019 г.

## История
Бериево е старо българско село, съществувало преди завоюването на България от османските турци. Споменава се под името Берилава в османотурски документи от 1430 г., 1618 г. и 1638 г. През втората половина на XVI век е отбелязано като Берийово, а по-късно – с турското име Беро Касаба.
Според местни изследователи районът на селото има много по-стара история. Византийският историк Прокопий пише, че между многото укрепени селища в Мизия от император Юстиниан I е и тракийското селище Берипара. Според изследователя на Севлиевския край проф. Никола Ковачев, селището Берипара се намира по средното течение на река Видима, около село Бериево.
Към 1978 г. поминъкът на населението на Бериево се основава на зърнопроизводство, овощарство (сливи), зеленчукопроизводство, животновъдство, дърводобив; има цех за производство на водопроводни части. В селото има здравен пункт, физкултурно дружество, основно училище (през 1826 г. е открито килийно училище в частна къща), читалище „Свободна мисъл" (основано през 1908 г.). Запазена е църквата „Света Троица“, строена през 1847 г., с интересен иконостас.

### Църква
Строежът на църквата „Света Троица" е започнал през 1847 г. Тя се намира в източния край на селото, до самото подножие на хълма „Манастирят“. Църквата има хубав иконостас, изработен от братята Колю и Митю Йонкови, резбари от Ново село, Ловешко.

### Училище
Според устни предания първото училище в селото е открито около 1826 г. Учениците са били на възраст 14 – 20 години и са изучавали четене – по богослужебни църковно славянски книги, писане – върху пясък или дърво с въглен и други пишещи подръчни материали, и смятане – с цели числа по събиране, изваждане, умножение и деление. Обучението през годините е извършвано в частни къщи и в това килийно училище е прекъсвано през времето, когато не е намиран учител. През 1879 г. е построено училище – двуетажна сграда, която не е задоволявала нуждите на тогавашното обучение. През 1894 – 1896 г. се построява специална училищна сграда, а през 1941 г. – и пристройка към нея с три класни стаи, трапезария, работилница и склад. Прогимназия се открива през 1920 – 1922 г. първоначално непълна, а в следващите години с всички прогимназиални класове. Училището действа като народно основно училище и след 1944 г. През учебната 1944 – 1945 г. то е било единственото основно училище на територията на Бериевската община. От 1969 г. училището е преобразувано в Специално училище – интернат за настаняване и обучаване на трудно възпитаеми деца, предразположени към противообществени прояви. Учениците са от цялата страна от І до VІІІ клас, обособени в 8 паралелки и 6 групи, като по-голямата част от тях са настанени в интерната. Обучението е с превантивен характер. Учебно-възпитателната работа е организирана на целодневен режим. От 1 януари 1990 г. училището-интернат преминава на пряко финансиране към Министерството на образованието и науката. С приемането на новия Закон за образованието през 1991 г. е променен статутът на училището – то е превърнато в социално-педагогически интернат, което означава, че в него са настанени деца от социално слаби семейства или деца без родители. По предложение на учителския съвет, от 1 септември 1992 г. училището става социално-педагогически интернат – специализирано държавно училище за малолетни над 7 години и непълнолетни, които нямат подходящи условия за живот в семейството или са лишени от родителски грижи и надзор, с извършени противообществени прояви или съществуващи предпоставки за извършване на такива. В училището се обучават и деца от Бериево, чиито родители са предимно сезонни работници, с непостоянно местожителство. За периода 2000 – 2004 г. се очертава тенденция за намаляване броя на учениците. Социално-педагогическият интернат е закрит през август 2005 г.

### Читалище
Читалище „Свободна мисъл" е основано през 1907 г. През 1965 г. читалищната библиотека се премества в общинската сграда в центъра на селото, където се организира читалня, библиотека и хранилище.

### Потребителна кооперация
Кредитната кооперация в Бериево е основана от 18 души през 1906 г. под името „Земеделска спестовна заемна каса“. През 1920 г. по решение на общото годишно събрание сдружението се преименува на „Кредитна кооперация“, а промяната е регистрирана от окръжния съд – Севлиево през март 1922 г. Кооперацията се развива в силна конкуренция с частните търговци. През 1927 г., при набиране повече членове и дялов капитал, Българската земеделска банка (БЗБ) отпуска кредит на кооперацията и тя закупува вършачка и трактор. По-късно през периода 1927 – 1944 г. в кооперацията се включват всички жители на селото и с това тя увеличава кредитоспособността, като гаранция пред БЗБ, и разширява своята търговска мрежа. През ноември 1947 г. общото събрание на кооперацията приема типов устав на всестранна кооперация и от тази дата се преименува на Всестранна кооперация „Петър Стоянов“ – село Бериево с предмет на дейност: търговия със стоки за потребление, обществено хранене, изкупуване на селскостопански произведения от местно значение и представителство на БНБ за влогонабиране. През следващите години наименованието се променя на Селкооп „Република“ – Бериево (1952 – 1958) и Потребителна кооперация „Република“ – Бериево (1958 – 1980), а през 1970 г. кооперацията заедно със селския народен съвет построява масивна сграда, в която се помещава колониален и текстилен магазин. От 1 януари 1980 г. е образувана районна потребителна кооперация от потребителните кооперации в селищната система – село Градница и от февруари 1980 г. потребителната кооперация в Бериево спира самостоятелната си дейност.

### ТКЗС
На 10 май 1956 г. се основава Трудово кооперативно земеделско стопанство (ТКЗС) – село Бериево. Във връзка с решението на БКП и правителството за обединяването на малките стопанства в по-големи, от 1 януари 1959 г. ТКЗС в селата Дамяново, Бериево, Сенник, Душево, Хирево, Градница, Млечево и Столът се обединяват в едно стопанство и тези осем стопанства образуват Обединено трудово кооперативно земеделско стопанство (ОТКЗС) „Владимир Илич Ленин“ – село Сенник. От февруари 1959 г. това ОТКЗС се разделя на отделни стопанства, едно от които е ОТКЗС – село Дамяново с териториите на бившите ТКЗС в селата Дамяново и Бериево. Със създаването на селищната система село Градница, по решение на Окръжния народен съвет – Габрово се създава Аграрно-промишлен комплекс (АПК) със седалище село Градница. На това основание от 1 януари 1979 г. ОТКЗС село Дамяново преминава на подчинение към АПК – село Градница. От април 1979 г. стопанството в Бериево се отделя от село Дамяново и преминава на пряко подчинение към АПК – село Градница като производствен участък. През следващите години, след няколко промени в организацията и наименованието като подразделение на АПК – село Градница, а след закриването на селищната система село Градница – от 1 януари 1988 г. към АПК – Севлиево като самоуправляваща се селскостопанска бригада (ССБ), от 30 октомври 1989 г. ССБ се преобразува в Колективно земеделско стопанство – село Бериево и прекратява членството си в АПК Севлиево.
С решение на Габровския окръжен съд (ДВ, бр. 86 от 1992 г.) на законово основание Колективно земеделско стопанство – село Бериево се прекратява и обявява в ликвидация, като се определя ликвидационен съвет. През 1995 г. по разпоредби в ЗСПЗЗ дейността на ликвидационните съвети е прекратена и стопанството е заличено от регистъра на окръжния съд.

## Население
Преброяване на населението през 2011 г.
Численост и дял на етническите групи според преброяването на населението през 2011 г.:
|                     | Численост | Дял (в %) |
| Общо                | 288       | 100,00    |
| Българи             | 271       | 94,09     |
| Турци               | 10        | 3. 47     |
| Цигани              | 0         | 0,00      |
| Други               | 0         | 0,00      |
| Не се самоопределят | 0         | 0,00      |
| Неотговорили        | 1         | 0,34      |

## Обществени институции
Село Бериево към 2020 г. е център на кметство Бериево.
В селото към 2020 г. има:
- действащо читалище „Свободна мисъл – 1907“;[22][23]
- православна църква „Света Троица“;[24]
- пощенска станция.[25]

## Културни и природни забележителности
Покрай селото минава река Видима. По протежение на селото има няколко сравнително големи вира удобни за речен риболов – Банчовската, Пилчарника, Сини вир, Йоча, Цъцъра, Димо Начев, Беров брод и Падналата скала. Видовете риба са – черна и бяла мряна, скобар, кефал и от по-дребната – дребен оклей (наричан открай време плюскета). Реката е доста чиста и през лятото вировете се използват за къпане. Селото е известно с това, че през 1770 османци заровили 100 kg злато в планината. Хората казват, че докато са го носили, са били нападнати от хайдути и били принудени да го пуснат в една урва. Днес много хора се опитват да го открият, но без успех.
Селото се намира в подножието на планината и след последните къщи започва гората. Поради географската си особеност подстъпите към вътрешността на планината са ограничени, което способства за запазване на дивечовото разнообразие в сърцевината ѝ. Най-често срещаните популация са тези на диви прасета и елени. Във високата част, по южното било (от другата страна е село Лъкарево) има регистрирани случаи на поява на семейство мечки. За любителите на гъбите гората предоставя всички видове ядливи гъби – булка, манатарка, млечница, печурка, пачи крак.
Преди векове селото е било изнесено във високата част на планината. В резултат на това пътеките и пътищата прокарани в това време все още са проходими. Оформени са големи поляни и е изключително приятно за разходка сред дъхавите треви и хладните гори. В доловете и долчинките се откриват направените от нашите праотци чешми с все още течаща ледена вода. Останали са стари сортове плодни дървета круши, ябълки, дрян, сливи (местен сорт Караджейка – изключително сладък и подходящ за ракия), скоруша (плод, който ако не е презрял е изключително стипчив, но презрее ли, става сочен и на вкус е странна смесица между круша, мушмула и още нещо), ябълки – от петровки до зимни и др.
На 2 август 2016 г. с подкрепа на фондация „Габровски 1904“ е открит възстановеният параклис „Св. Пророк Илия“, върху стари гробища още от преди завоюването на България от османските турци.

## Други

### Местен говор
В езиково отношение са запазени думи, които вече не се срещат в езика – вместо да, ще чуете оу, бутял (означаващ гнил, но само за плодове), барабой (картоф), разкормащен (нещо, което е било подредено и после раздърпано), „кузалтия“ – място, което никога не се огрява от слънцето, люцки – чужд, в думите с буквата Х почти не се произнася, а на поздрава Помози (Помага) Бог се отговаря Дал бог добро.
Още думи, характерни за Бериево са: нажебил – натъпкал си устата с храна, нарамбъшил – преял до припадък, цуйка – ракия, пунгии – тестиси, мак – кръчма, меше – вид дъб, граница.

### Кухня
Типично за това село е приготвянето на лучник – подобен на баница с лук, но не се слага сирене и лукът се обработва преди това с червен пипер на тиган. Лучникът е поне 5 пласта с ръчно точени кори.
Почти всяка къща има пещ за печене.
Местен специалитет е печене на младо яре. По-специалното при приготвянето му е, че след като месото се направи на порции се потапя в смес от червен пипер и брашно (консистенцията е с гъстотата на боза) и след като се нареди в тавата, се покрива с влажна хартия, силно напоена със сол.

## Известни личности
- Евгений Босяцки – художник
- Илия Аргиров – народен певец
- Иван Иванов – български военен, публицист, историк и вексилолог

Починали в Бериево
- Петър Слабаков (1923 – 2009), актьор